# SSC Ultimate Aero Twin Turbo
SSC Ultimate Aero Twin Turbo  é um carro esportivo de motor central que foi produzido pela SSC North America (anteriormente conhecida como Shelby Super Cars) de 2006 a 2013. É o primeiro carro de produção em série mais rápido do mundo. Era o mais rápido até 2010 onde tinha superado até o Bugatti Veyron. Custando cerca de US$ 660,000. Esta em 6º lugar entre os carros mais caros do mundo. Meses depois a Bugatti produziu a versão Bugatti Veyron Super Sport , que chegou a fazer 430 km/h , enquanto o SSC Ultimate Aero fez 413 km/h. Em 2014 o Hennessey Venom GT fez uma velocidade de 435,07 km/h superando o Bugatti Veyron Super Sport, apesar dessa marca não ser reconhecida pelo Guinness World Records.
O SSC Ultimate Aero não foi vendido com ajudas eletrônicas , como freios antitravamento ou controle de tração , como de acordo com Jerod Shelby, "A filosofia de design inicial do carro era torná-lo um carro de motorista. Eu queria um carro que você não apenas estrangulasse com seu pé direito, mas às vezes você pudesse dirigir com o pé direito e um sensor."